# Диано-Марина
Диано-Марина (итал. Diano Marina) — коммуна в Италии, располагается в регионе Лигурия, в провинции Империя.
Население составляет 6249 человек (2008 г.), плотность населения составляет 951 чел./км². Занимает площадь 7 км². Почтовый индекс — 18013. Телефонный код — 0183.
Покровителями коммуны почитаются Пресвятая Богородица (Beata Vergine Maria del Monte Carmelo), празднование 16 июля, и святой Антоний Великий.

## Демография
Динамика населения:

## Города-побратимы
- Диано-д’Альба, Италия (2007)
- Гранадилья-де-Абона, Испания (2013)

## Администрация коммуны
- Официальный сайт: http://www.comune.diano-marina.imperia.it/